# Dame un Bananino
Dame un Bananino es el título del primer y único EP editado por la banda chilena Los Beat 4. Fue grabado en 1967 y lanzado a inicios de 1968, en verano para el hemisferio sur.
El propósito del EP era meramente comercial, dado que el disco no se vendía en tiendas de música, y fue lanzado gracias a una promoción de la fábrica de helados Savory (propiedad de la empresa Nestlé Chile) para promocionar su nuevo helado de banana, denominado Bananino. Con un palito de helado marcado Bananino, más 4,50 escudos (la moneda chilena de la época), uno podía adquirir dicho EP, en el cual el tema principal era Dame un Bananino.
La cubierta del EP consta de un colorido dibujo, con motivos sicodélicos, en el cual se muestra una persona desde el cuello hacia abajo vestida con un traje de diversos colores y comiendo un helado "Bananino". Al centro de la cubierta aparece un círculo blanco, en donde aparece el título del EP también con tipografía sicodélica (característica de la época.)
No existen datos concretos acerca de la empresa que grabó el disco, por lo que se considera que la edición fue independiente, posiblemente el disco fue prensado por Corporación de Radio de Chile S.A., Santiago. Sin embargo, y dado que el disco fue promocionado por Savory, se considera a dicha empresa como la gestora del EP.

## Lista de canciones
1. Dame un Bananino
2. A todos
3. Para un verano
4. Por fin el sábado llegó

- Temas escritos por Hugo Beiza.

- Datos: Q5797764